# Tionontati

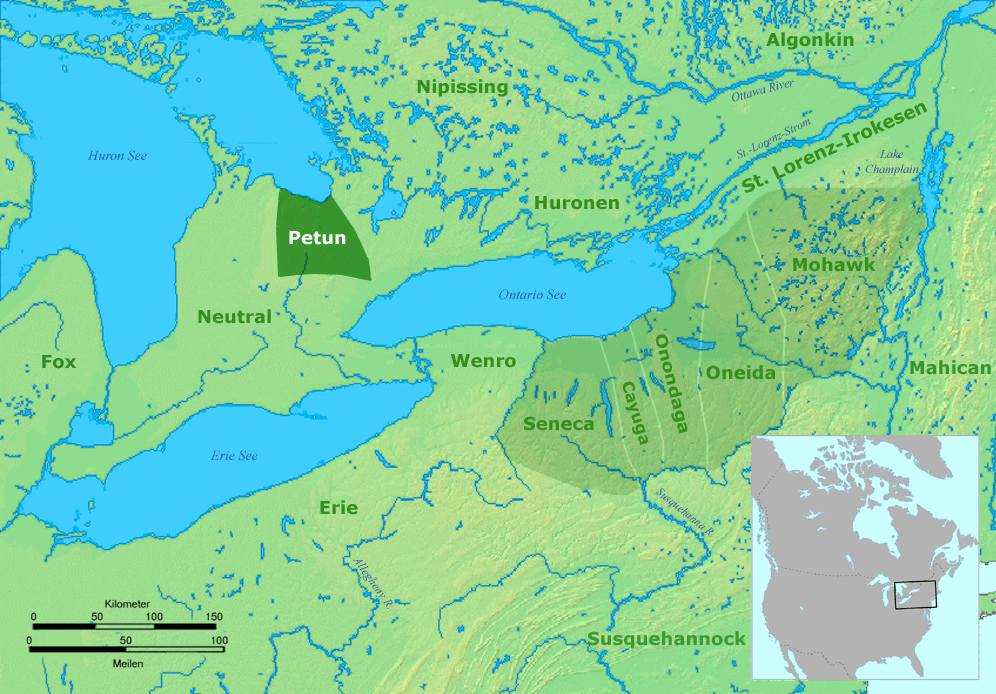
Mapa con la ubicación de los tionontatis en 1630.

Los tionontatis, también conocidos como petunes o «nación del tabaco» o tobbaco, fue un pueblo amerindio de habla iroquesa,  organizado en bandas y estrechamente relacionado con los hurones o wendat. Su territorio se encontraba al suroeste de la Bahía Georgiana, en el área inmediatamente al oeste de los hurones al sudeste del actual Ontario. Ellos tenían ocho a diez villas y sumaban varios miles antes del contacto con los europeos.
Diezmados por epidemias de enfermedades europeas en 1634, especialmente viruela, a las que no tenían inmunidad natural, quedaron seriamente debilitados y fueron conquistados en 1649 por la Confederación Iroquesa durante las Guerras de los Castores. Los que no fueron integrados a la fuerza en las tribus de sus conquistadores, huyeron con los hurones para formar una nueva agrupación llamada Wyandot.